# Phytobaenus
Phytobaenus är ett släkte av skalbaggar som beskrevs av F. Sahlberg 1834. Phytobaenus ingår i familjen ögonbaggar.
Släktet innehåller bara arten Phytobaenus amabilis.